# Cerro Yapu Kkollu
Cerro Yapu Kkollu är en kulle i Bolivia.   Den ligger i departementet Oruro, i den sydvästra delen av landet, 400 km väster om huvudstaden Sucre. Toppen på Cerro Yapu Kkollu är 4 424 meter över havet, eller 315 meter över den omgivande terrängen. Bredden vid basen är 4,9 km.
Terrängen runt Cerro Yapu Kkollu är huvudsakligen kuperad. Trakten runt Cerro Yapu Kkollu är nära nog obefolkad, med mindre än två invånare per kvadratkilometer.. Närmaste större samhälle är La Rivera, 13,7 km söder om Cerro Yapu Kkollu. 
Omgivningarna runt Cerro Yapu Kkollu är i huvudsak ett öppet busklandskap.